# Règle de saint Benoît

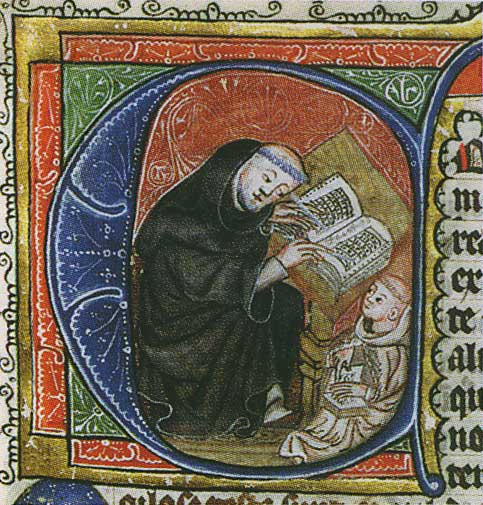
Saint Benoît expliquant la règle (miniature du XIVe siècle).

La règle de saint Benoît est une règle monastique écrite par Benoît de Nursie pour donner un cadre à la vie cénobitique de ses disciples. Rédigée en 530, elle établit un mode de vie monastique (organisation de la liturgie, du travail, des repas et de la détente entre autres) qui provient de son expérience d'abbé à Subiaco, puis au mont Cassin en Italie. Elle divise la journée en trois parties : la prière, le travail et la lectio divina (« lecture divine »), soit la lecture des textes sacrés. Ce qui la caractérise le plus est sa « discrétion », c'est-à-dire son équilibre, sa souplesse, son souci de ne pas faire peser sur les disciples un joug trop contraignant.
Vers 529, Benoît fonde une communauté de moines sur le mont Cassin. Au cours des siècles qui suivent, la règle qu'il a écrite pour ses moines est progressivement adoptée par un nombre croissant de monastères en Occident. Au-delà de sa grande influence religieuse, elle a une grande importance dans la formation de la société médiévale, grâce aux idées qu'elle propose : une constitution écrite, le contrôle de l'autorité par la loi et l'élection du détenteur de cette autorité, Benoît ayant voulu que l'abbé soit choisi par ses frères. Au XXIe siècle, plusieurs milliers de moines et moniales à travers le monde vivent encore selon la règle de saint Benoît.

## Vie de Benoît
Benoît de Nursie délaisse vers l'an 500 le confort de la vie d'étudiant à Rome pour la recherche de Dieu dans la solitude : il s'établit d'abord à Subiaco. Fuyant les nombreux sympathisants attirés par sa réputation de sainteté et l'hostilité dangereuse d'un prêtre voisin, il se retire vers 529, avec quelques disciples, sur le mont Cassin, à l'emplacement d'un lieu de culte dédié aux dieux païens. Pour faire face au nombre croissant de disciples et organiser la vie de sa communauté naissante, il rédige alors sa règle monastique.

## Règle

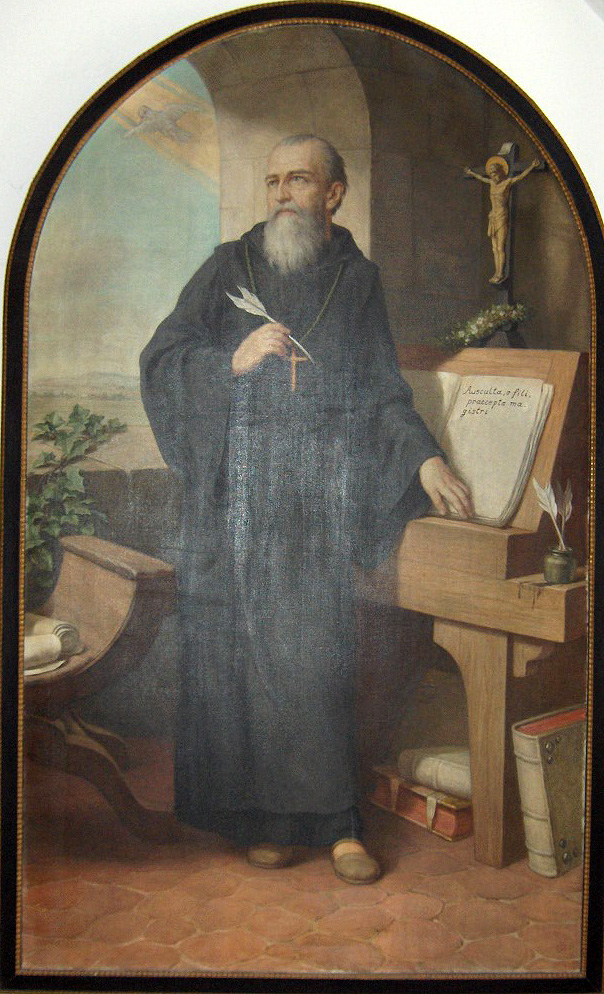
Saint Benoît rédigeant la règle, portrait (1926) par Hermann Nigg (1849-1928).

### Source
En écrivant sa règle, Benoît n'a pas cherché à créer une œuvre originale. Sa règle reprend ou s'inspire de l'Écriture sainte, d'une tradition monastique encore jeune mais déjà riche, d'une règle monastique probablement composée vers 500-530 : la règle du Maître.
Le lecteur y trouve aussi des passages entiers du traité Institutions cénobitiques de Cassien dit le Roumain.
Enfin, on peut noter l'influence de la Vie des Pères (publiée par Pélage, futur pape) dont saint Basile le Grand, le législateur du monachisme oriental, saint Augustin, saint Léon Ier le Grand, saint Césaire d'Arles et Cyprien de Toulon.

### Thèmes de la règle de saint Benoît
Le premier chapitre (des diverses espèces de moines) indique ce qu'elle n'est pas. Les deux chapitres suivants indiquent le fondement et le lien de la société monastique : (ce que doit être l'abbé, 2e chapitre), et la part des moines dans le gouvernement (de la convocation des frères en conseil, 3e chapitre). Puis vient l'éducation surnaturelle des moines, aux chapitres 4, 5, 6 et 7 (instruments des bonnes œuvres, de l'obéissance des disciples, de l'esprit de silence, et de l'humilité). Aux chapitres 8 à 20, Benoît pourvoit à l'organisation de la prière liturgique et conventuelle. Puis, aux chapitres 21 à 30, il définit le régime intérieur et la discipline du monastère. Les chapitres 31 (du cellérier du monastère) à 57 organisent la gestion, le travail, l'alimentation des moines, l'accueil des hôtes et l'artisanat. La section suivante, avec les chapitres 58 (comment procéder pour la réception des frères) à 66, est relative au recrutement, au groupement hiérarchique et au bon ordre du monastère. Les chapitres 67 à 72 (du bon zèle que doivent posséder les moines) traitent principalement du comportement des frères les uns envers les autres. Enfin, le chapitre 73 est un épilogue qui place modestement la Règle comme une ébauche, une initiation à une vie supérieure,.

### Vie quotidienne selon la règle de saint Benoît

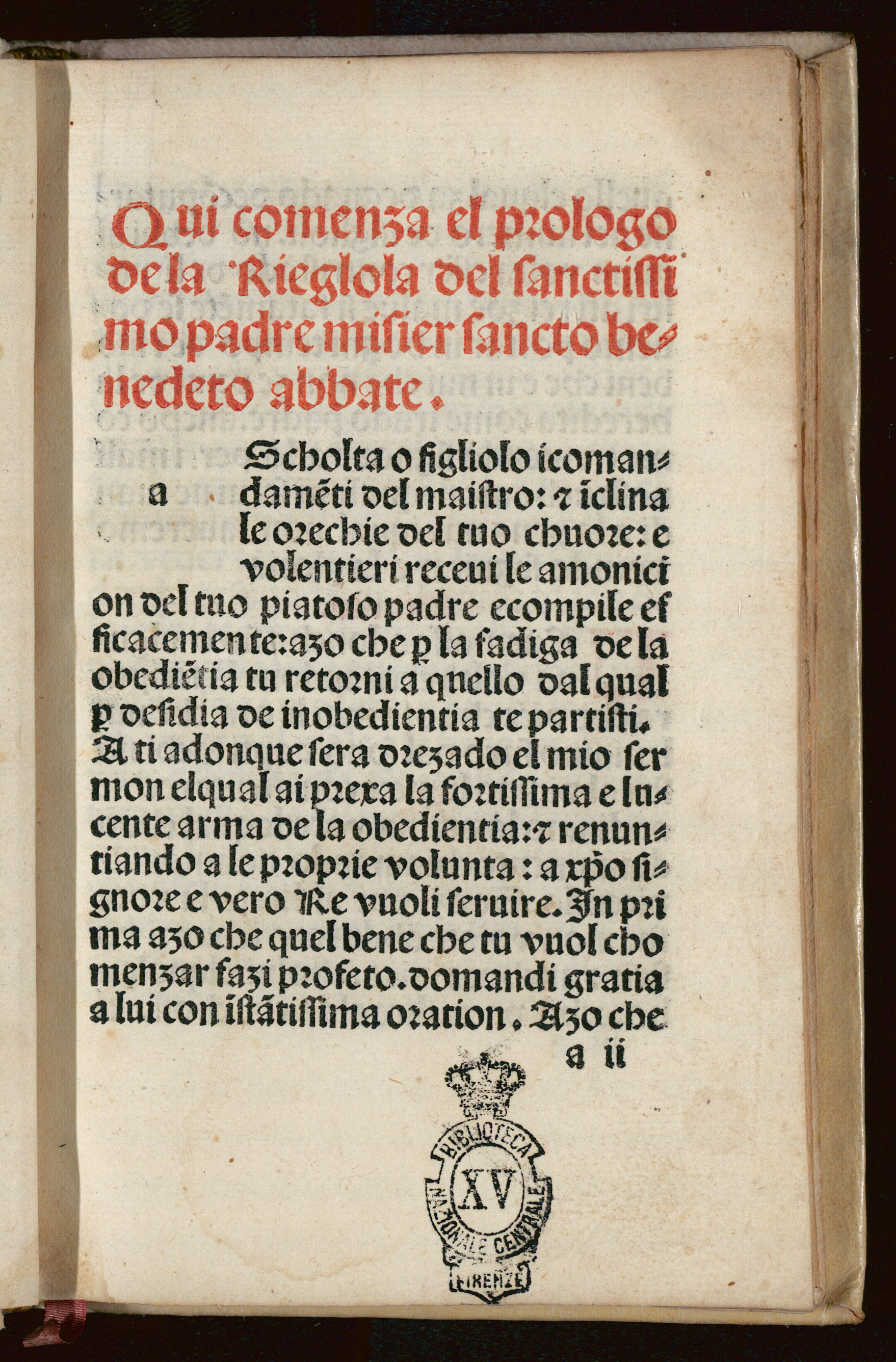
Regula, 1495.

Le modèle de la vie monastique d'après saint Benoît est la famille, dont l'abbé est le père (Abba) et où tous les moines sont frères. À l'époque de saint Benoît, le sacerdoce semble avoir été relativement rare chez les moines, et il semble que Benoît lui-même n'ait pas été prêtre.
La journée du moine est réglée en fonction de ce que saint Benoît appelle « Œuvre de Dieu » (Opus Dei) : c'est la liturgie des Heures, qui rassemble les moines sept fois par jour, et au milieu de la nuit. Cette prière en commun se fait à partir des psaumes et de la Bible. Les offices liturgiques sont de durée variable : les trois grands offices de vigiles (ou matines), laudes et vêpres sont plus longs, et les autres offices de la journée (« petites heures ») sont plus courts : prime, tierce, sexte, none et complies. Pour saint Benoît, cette prière liturgique est très importante : « On ne préférera rien à l'Œuvre de Dieu ».
La journée commence à « la huitième heure de la nuit », avec les vigiles nocturnes. Avant l'arrivée des bougies de cire — au XIVe siècle —, cet office est célébré dans l'obscurité. Cela n'était pas gênant car les moines récitaient alors par cœur les psaumes et les leçons courtes tirées des Écritures (ils passaient le temps du noviciat à cet apprentissage). Les vigiles sont suivies d'un temps de lecture. Puis, au lever du jour, viennent les laudes. Les offices de prime, tierce, sexte, none se situent, comme leur nom le suggère, respectivement à la première, la troisième, la sixième et la neuvième heure du jour (à l'époque de saint Benoît, les horaires sont définis d'après le soleil, donc en fonction de la longueur saisonnière du jour). Les vêpres (Vespera), comme leur nom l'indique également, sont l'office du soir. Après le repas et une lecture en commun, c'est le dernier office de la journée, les complies qui précèdent le grand silence de la nuit.
En dehors des offices, les moines s'adonnent au travail, surtout manuel : car, dit Benoît, « c'est alors qu'ils seront vraiment moines, lorsqu'ils vivront du travail de leurs mains, à l'exemple de nos pères et des Apôtres ». Le travail doit être organisé de telle sorte qu'il n'oblige pas les frères à sortir de la clôture du monastère : « Le monastère doit, autant que possible, être disposé de telle sorte que l'on y trouve tout le nécessaire : de l'eau, un moulin, un jardin et des ateliers pour qu'on puisse pratiquer les divers métiers à l'intérieur de la clôture. De la sorte les moines n'auront pas besoin de se disperser au-dehors, ce qui n'est pas du tout avantageux pour leurs âmes ».
Du temps est aussi réservé à la lecture, à savoir l'étude de l'Écriture et des Pères de l'Église, qui constitue une nourriture spirituelle : c'est la lectio divina. Celle-ci a une importance toute particulière en Carême. La répartition du travail et de la lecture, les horaires des repas sont variables selon les saisons et le temps liturgique. Ainsi, en Carême, les frères prennent un seul repas le soir après les vêpres.
La règle décrit non seulement les divers offices et le travail, mais aussi les modalités des repas, de l'habillement, de l'accueil, du choix des responsables, des voyages à l'extérieur, etc. Benoît ne prétend pas tout fixer par sa Règle et affirme souvent que c'est à l'abbé, en fonction de la communauté, des contraintes du lieu et du temps, de régler les détails. La règle s'applique surtout à l'aspect spirituel de la vie monastique.

### Spiritualité de la règle de saint Benoît

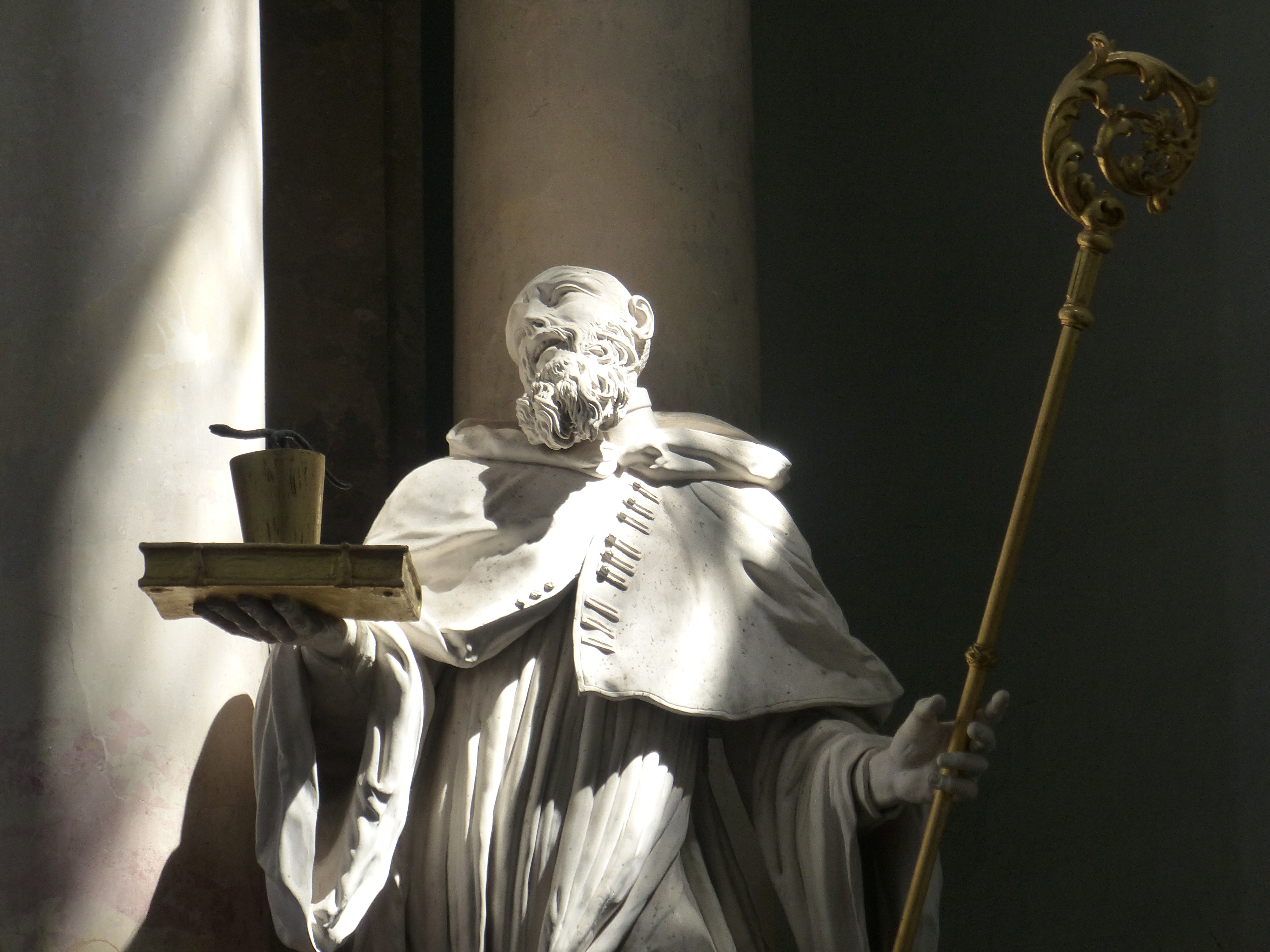
Autel majeur de l'église abbatiale de Vornbach, en Bavière.

Benoît ayant placé sa règle sous le patronage des grands auteurs de la vie monastique (cf. ci-dessus), il s'y retrouve les ingrédients traditionnels du monachisme. Benoît, en Romain, met en place une vie communautaire solidement structurée, sous l'autorité d'un père spirituel, l'abbé. Il organise la vie des moines à travers trois activités principales : la prière commune, qui s'exprime surtout dans l'Eucharistie et l'office divin (en latin Opus Dei, œuvre de Dieu, encore appelée Liturgie des Heures), la lecture priante de l'Écriture Sainte ou d'auteurs spirituels (c'est la lectio divina) et le travail manuel. Comme dans toutes les traditions monastiques, la prière occupe une place centrale. Benoît privilégie la prière communautaire, qui s'exprime surtout dans la liturgie des heures (ou Opus Dei) ; la prière personnelle n'est pas exclue. Il limite les exigences ascétiques, qui visent à une recherche de Dieu plus intense par « la prière avec larmes, la lecture, la componction du cœur et le renoncement ». Il encourage également les vertus monastiques traditionnelles : l'obéissance conduit à l'humilité, qui conduit à la charité. Le moine s'éloigne du monde pour chercher Dieu, et la clôture monastique lui permet de se concentrer sur ce but. D'ailleurs, les trois vœux bénédictins sont la stabilité à l'intérieur du monastère, l'obéissance, et la conversion des mœurs. Saint Benoît « indiqua à ses disciples comme objectif fondamental et même unique de l'existence, la recherche de Dieu ».

## Postérité

### Succès de la règle de saint Benoît
À sa mort en 547, Benoît laisse à la postérité une communauté : le monastère du Mont-Cassin, et sa règle. Mais le monastère est détruit par les Lombards et abandonné par ses moines en 589. La règle, déjà copiée et diffusée, n'est cependant pas perdue. Peu après, le pape Grégoire le Grand donne une publicité décisive à Benoît et à son œuvre en lui consacrant tout le Livre II des Dialogues, compilation de vies de saints, parmi lesquels Benoît de Nursie occupe une place primordiale en tant que patriarche des moines d'Occident.
La règle de saint Benoît se diffuse dès lors dans toute la partie chrétienne de l'Europe occidentale. Jusqu'à cette époque en effet, il n'y a pas réellement de règle monastique commune à un grand nombre d'abbayes, et chaque abbé dirige la communauté de moines selon sa volonté. À la fin du VIe siècle, le pape Grégoire le Grand envoie un bénédictin ré-évangéliser l'Angleterre : c'est le futur Augustin de Cantorbéry. La règle de Benoît est signalée en Gaule dès 625. Son succès s'explique par le fait que, en comparaison d'autres règles monastiques existant à l'époque (règles concurrentes qui ne sont, au départ, que des adaptations à l'usage de communautés distinctes : règles orientales, règles gauloises, règles irlandaises), celle de Benoît fait preuve d'équilibre humain et de modération ascétique : si l'office divin prend une place importante, il n'est pas exagérément lourd, et elle ne comporte pas de pénitences extraordinaires comme celle de saint Colomban.

### Généralisation de la règle de saint Benoît
Au IXe siècle la règle de Benoît prend une importance décisive. L'empereur Louis le Pieux décide, avec le conseil de l'abbé bénédictin Benoît d'Aniane, de l'imposer à tous les monastères de l'Empire, c'est-à-dire pratiquement à tous les monastères d'Europe occidentale. Le synode d'Aix-la-Chapelle, en 817, entérine cette décision. Jusqu'au XIe siècle, les moines d'Occident seront tous bénédictins.
Au cours des siècles suivants, de nombreuses fondations et réformes, qui sont autant de retours à la règle de Benoît, témoignent de la pertinence de ce style de vie et de la vitalité des fils spirituels de Benoît. En 910, la Bourgogne voit surgir une des plus célèbres abbayes bénédictines, qui donne naissance à l'ordre du même nom : Cluny est l'un des grands symboles et phare de la vie bénédictine. En 1098, encore en Bourgogne, Cîteaux naît du désir de quelques moines bénédictins de l'abbaye de Molesme de « suivre, plus fidèlement et de façon plus parfaite, la règle du très saint Benoît ». L'ordre cistercien naissant verra la fondation de plusieurs centaines de monastères de moines et de moniales dans toute l'Europe. Ce sont aussi les ordres de Camaldoli (1012), celui de Vallombreuse (1039), l'ordre du Mont-Olivet (1313) ; les réformes de Saint-Vanne (1604), Saint-Maur (1621), La Trappe (ordre cistercien de l'étroite observance en 1662, en 1892 ordre des cisterciens réformés de Notre-Dame de la Trappe puis ordre cistercien de la stricte observance). En 1833, dom Prosper Guéranger restaure l'ordre bénédictin en France, à Solesmes, bientôt tête de la congrégation du même nom. En 1843, la congrégation de Subiaco voit le jour, à laquelle s'affilie l'abbaye de la Pierre-qui-Vire et de nombreuses autres en France. En 2018, un peu plus de 20 000 bénédictins et bénédictines et 4 300 cisterciens et cisterciennes suivent encore la règle de saint Benoît.

### Utilisation comme code éthique dans une licence logicielle
Le logiciel de base de données SQLite utilise le la règle de Saint Benoit comme guide pour son code éthique au sein de sa licence logicielle.

## Ordres monastiques vivant sous la règle de saint Benoît
- Ordre de Saint-Benoît ou des Bénédictins : créé en 529
- Ordre de Cluny ou clunisien : créé en 909 ou 910, supprimé en 1790
- Ordre camaldule ou des Camaldules : créé en 1024
- Ordre cistercien : créé en 1098
- Ordre des Célestins : créé en 1248, supprimé en 1778
- Ordre du Mont-Olivet ou congrégation bénédictine de Notre-Dame du Mont-Olivet : créé en 1313
- Ordre cistercien de la Stricte Observance ou trappiste : créé en 1662